# Mundo (general)
Mundo (em grego: Μούνδος; romaniz.: Moúndos; em latim: Mundus; m. 536) foi um general bizantino de origem gépida do século VI, ativo durante o reinado de Justiniano (r. 527–565). Filho, sobrinho e neto respectivamente dos reis Giesmo, Trapstila e Ardarico, após a morte de seu pai na década de 480, viveu com seu tio em Sirmio, onde permaneceu até 488, data da morte de Trapstila em combate na mão dos ostrogodos. Ele recebeu um convite para viver na Itália na corte de Teodorico, o Grande (r. 474–526), onde permaneceu até 526, quando retornou ao Danúbio.
Em 529, enviou emissários para o imperador Justiniano (r. 527–565) oferecendo seus serviços e foi nomeado mestre dos soldados da Ilíria. Nos dois anos seguintes, participou de expedições contra os esclavenos e búlgaros que invadiram os Bálcãs e recuperou muito butim. Em 531, brevemente foi nomeado mestre dos soldados do Oriente, mas em 532 voltou a ocupar sua antiga posição. Em janeiro de 532, participou na supressão da Revolta de Nica em Constantinopla e em 535, foi enviado à Dalmácia para recapturá-la ao império. Foi morto em 536, durante uma perseguição a um grupo de godos por ele derrotados.

## Vida

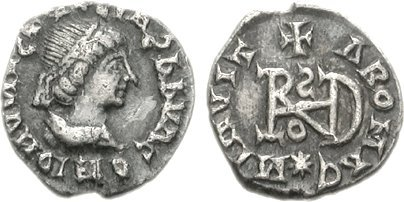
Síliqua de r.

Bálcãs no século VI

Mundo era sobrinho de Trapstila e neto do rei gépida Ardarico. Segundo W. Pohl, era filho de Giesmo, um rei gépida. Giesmo era talvez filho de Átila, o Huno e esposo da filha de Ardarico. Mundo era pai de Maurício e avô de Teodimundo. Não se sabe a data exata de seu nascimento. Após a morte de seu pai, foi para Sirmio viver com seu tio, que havia se tornado rei devido a sua pouca idade. Em 488, quando os ostrogodos marcharam à Itália, o conflito entre godos e gépidas eclodiu e os últimos foram derrotados e Trapstila foi morto. Com a morte de seu tio, seu primo Traserico tornou-se rei.
Nessa época, aceitou o convite do rei Teodorico, o Grande (r. 474–526) para juntar-se a ele na Itália. Permaneceu na Itália até a morte do rei em 526, quando retornou ao Danúbio e em 529 enviou emissários ao imperador Justiniano (r. 527–565) oferecendo aliança. Foi recebido com seus apoiantes com muitos presentes pelo imperador e ele foi nomeado mestre dos soldados da Ilíria, o chefe de todas as forças militares na Ilíria e junto da fronteira danúbia.
Em 529, atacou e repeliu povos designados nas fontes como getas, uma possível alusão aos esclavenos, que estavam atacando a Ilíria sem oposição. Em 530, atacou e derrotou os búlgaros que invadiram a Trácia. Capturou um dos líderes deles e enviou-o com grande quantidade de butim recuperado para Constantinopla. Em 531, foi por pouco tempo mestre dos soldados do Oriente, em substituição Belisário após sua falha em Calínico, mas parece que, na verdade, nunca viajou ao Oriente para assumir o comando, tampouco teve papel ativo na guerra contra o Império Sassânida. Em janeiro de 532, foi novamente nomeado comandante das forças ilírias. No mesmo mês, quando a Revolta de Nica eclodiu em Constantinopla,  estava na capital com tropas hérulas. Em 14 de janeiro, foi enviado com Basilides e Constancíolo por Justiniano para acalmar a multidão e descobrir a razão de sua revolta. Como resultado de seu relatório, João da Capadócia, Triboniano e Eudemão foram demitidos.

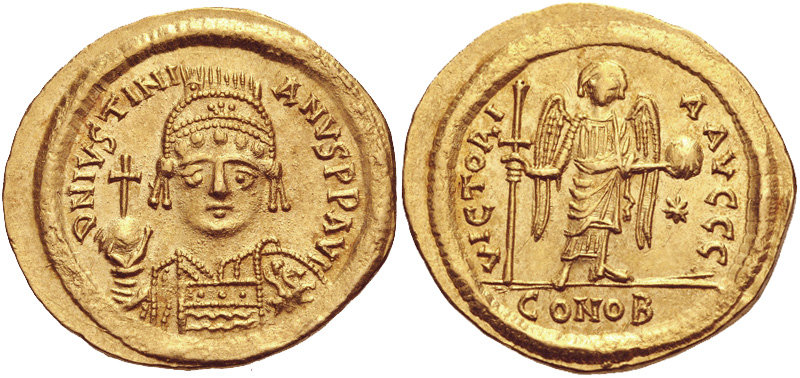
Soldo de Justiniano r.

A medida que as coisas pioraram, Justiniano depositou suas esperanças em Mundo e Belisário. Quando ele planejou retirar-se para Heracleia Perinto, Mundo e Constancíolo seriam deixados para guardar o palácio. Participou no ataque de Belisário contra as massas enfurecidas no hipódromo que encerrou a rebelião. Depois, ficou no comando das forças ilírias. Em 535, quando Justiniano lançou sua tentativa de reconquistar a Itália dos godos, liderou suas forças na Dalmácia gótica, enquanto Belisário invadiu a península por mar.
Mundo derrotou os godos e tomou a capital deles, Salona; mas, no começo do ano seguinte, um novo exército gótico chegou para reclamar a província. Na escaramuça próximo de Salona, seu filho Maurício foi preso com apenas poucos homens por uma força gótica maior e foi morto. Enfurecido por sua perda, atacou os godos, que foram repelidos custosamente, mas foi morto enquanto imprudentemente perseguia os fugitivos. Segundo Procópio, esse evento foi a concretização de um oráculo, enquanto de acordo com Jordanes esta foi uma das batalhas mais sangrentas daquele tempo. Procópio descreveu-o como extremamente leal a Justiniano e um soldado careca e vigoroso.

## Identidade

Movimentos militares durante os primeiros anos da Guerra Gótica

Ainda hoje não há consenso se esta personagem era Mundão, indivíduo que esteve ativo no Danúbio no mesmo período. Segundo os autores da PIRT, são personagens diferentes como a própria etimologia de seus nomes atesta: Enódio, Conde Marcelino e Jordanes, ao falarem de Mundão chamam-o, em latim, de Mundo, enquanto Mundo é chamado apenas por Conde Marcelino de Mundo, com as demais fontes chamando-o Μούνδος e Mundus. Outro ponto é a alegação de Jordanes que Mundão era um Atilano, ou seja, um descendente de Átila, o Huno (r. 434–453).
Para Patrick Amory, as carreiras de Mundo e Mundão se complementam, indicando que são a mesma pessoa. Além disso, de acordo com Brian Croke, "Atilanos" talvez seja meramente a alusão aos grupos sujeitos à confederação de Átila, e não sua descendência. Herwig Wolfram concorda que ambos sejam a mesma pessoa e Patrick Amory conclui que os ancestrais de Mundo/Mundão vieram de grupos que se denominavam hunos, godos e gépidas, permitindo-lhes escolherem sua identidade segundo as necessidades do momento.